# CNMD
CNMD (англ. Chondromodulin) – білок, який кодується однойменним геном, розташованим у людей на короткому плечі 13-ї хромосоми. Довжина поліпептидного ланцюга білка становить 334 амінокислот, а молекулярна маса — 37 102.
| 10         |  | 20         |  | 30         |  | 40         |  | 50         |
| ---------- |  | ---------- |  | ---------- |  | ---------- |  | ---------- |
| MTENSDKVPI |  | ALVGPDDVEF |  | CSPPAYATLT |  | VKPSSPARLL |  | KVGAVVLISG |
| AVLLLFGAIG |  | AFYFWKGSDS |  | HIYNVHYTMS |  | INGKLQDGSM |  | EIDAGNNLET |
| FKMGSGAEEA |  | IAVNDFQNGI |  | TGIRFAGGEK |  | CYIKAQVKAR |  | IPEVGAVTKQ |
| SISSKLEGKI |  | MPVKYEENSL |  | IWVAVDQPVK |  | DNSFLSSKVL |  | ELCGDLPIFW |
| LKPTYPKEIQ |  | RERREVVRKI |  | VPTTTKRPHS |  | GPRSNPGAGR |  | LNNETRPSVQ |
| EDSQAFNPDN |  | PYHQQEGESM |  | TFDPRLDHEG |  | ICCIECRRSY |  | THCQKICEPL |
| GGYYPWPYNY |  | QGCRSACRVI |  | MPCSWWVARI |  | LGMV       |  |            |

A: Аланін

C: Цистеїн

D: Аспарагінова кислота

E: Глутамінова кислота

F: Фенілаланін

G: Гліцин

H: Гістидин

I: Ізолейцин

K: Лізин

L: Лейцин

M: Метіонін

N: Аспарагін

P: Пролін

Q: Глутамін

R: Аргінін

S: Серин

T: Треонін

V: Валін

W: Триптофан

Кодований геном білок за функцією належить до білків розвитку. 
Задіяний у таких біологічних процесах, як диференціація клітин, альтернативний сплайсинг. 
Локалізований у мембрані, позаклітинному матриксі.
Також секретований назовні.